# Скуби-Ду: Легенда за Фантозавъра
„Скуби-Ду: Легенда за Фантозавъра“ (на английски: Scooby-Doo! Legend of the Phantosaur) е телевизионен анимационен филм от 2011 г., и е шестнадесетият директен издаден към видео филм, базиран на анимационната поредица от събота сутрин „Скуби-Ду“, филмът е излъчен за първи път по Cartoon Network на 3 септември 2011 г. и е пуснат на DVD на 6 септември 2011 г.

## Актьорски състав
- Франк Уелкър – Фред Джоунс/Скуби-Ду/Мотористи
- Матю Лилард – Шаги Роджърс/Шейки Джо
- Минди Кон – Велма Динкли
- Грей Делайл – Дафни Блейк
- Кати Кавадини – Фейт
- Джон Димаджо – Фриц
- Майкъл Гоф – господин Бабит/Блеър/Ученик 1/Мотористи
- Матю Грей Гъблър – Уинсър
- Финола Хюс – Професор Сванкмейджър
- Маулик Панчоли – Доктор
- Кевин Майкъл Ричардсън – Текс/Ченге 2/Ученик 3/Мотористи
- Фред Уилард – господин Хъбли
- Дейв Уитенбърг – Ченге 1/Ученик 2/Полицай/Мотористи
- Гуендолин Йео – госпожица Дойч

## В България
В България филмът е излъчен през 2013 г. по HBO.
През 2021 г. и 2022 г. се излъчва и по Cartoon Network, като част от „Cartoon Network кино“.

### Дублажи

#### Войсоувър дублажи
| Преводач           | Тония Микова                                                                  |
| Озвучаващи артисти | Ива Апостолова Цветослава Симеонова Стефан Стефанов Цанко Тасев Стоян Цветков |
| Тонрежисьор        | Мартин Николов                                                                |

#### Нахсинхронен дублаж
| Роля                   | Изпълнител       |
| ---------------------- | ---------------- |
| Скуби-Ду               | Георги Спасов    |
| Шаги                   | Георги Стоянов   |
| Фред                   | Кирил Бояджиев   |
| Велма                  | Татяна Етимова   |
| Дафни                  | Златина Тасева   |
| Доктор Треперливия Джо | Явор Караиванов  |
| Уинзор                 | Явор Караиванов  |
| Блеър                  | Момчил Степанов  |
| Господин Хъбли         | Момчил Степанов  |
| Господин Бабит         | Момчил Степанов  |
| Професор Суанкмайер    | Ралица Стоянова  |
| Сервитьорка            | Ралица Стоянова  |
| Моторист               | Димитър Ангелов  |
| Текс                   | Петър Върбанов   |
| Госпожица Дойч         | Василка Сугарева |

| Обработка           | Александра Аудио (2021) |
| ------------------- | ----------------------- |
| Режисьор на дублажа | Василка Сугарева        |
| Преводач            | Силвия Вълкова          |